# Ucieczka od życia
Ucieczka od życia – amerykańska tragikomedia z 2002 roku.

## Obsada
- Kieran Culkin – Igby
- Claire Danes – Sookie
- Jeff Goldblum – D.H.
- Jared Harris – Russel
- Amanda Peet – Rachel
- Ryan Phillippe – Oliver
- Bill Pullman – Jason
- Susan Sarandon – Mimi Slocumb
- Bill Irwin – Porucznik Smith
- Kathleen Gati – Ida
- Elizabeth Jagger – Lisa Fiedler
- Nicholas Wyman – Suit
- Cynthia Nixon – Pani Piggee

## Fabuła
17-letni Igby Slocumb jest młodym, dobrze usytuowanym "buntownikiem z wyboru". Walczy z całą swoją rodziną, albowiem dorasta w nieciekawych warunkach - ojciec ma schizofrenię, matka jest zainteresowana sobą, a starszy brat hołduje poglądom nazistowskim. Uwiedziony przez starszą kobietę, zawiedziony rodziną i przyjaciółmi postanawia wyrwać się z tego życia.

## Nagrody i nominacje
Złote Globy 2002
- Najlepszy aktor w komedii/musicalu - Kieran Culkin (nominacja}
- Najlepsza aktorka drugoplanowa - Susan Sarandon (nominacja)

MTV Movie Awards 2003
- Przełomowa rola męska - Kieran Culkin (nominacja)

Nagroda Satelita 2002
- Najlepszy aktor w komedii/musicalu – Kieran Culkin
- Najlepsza komedia/musical (nominacja)
- Najlepszy scenariusz oryginalny - Burr Steers (nominacja)